# Dicliptera latibracteata
Dicliptera latibracteata är en akantusväxtart som beskrevs av I.Darbysh.. Dicliptera latibracteata ingår i släktet Dicliptera och familjen akantusväxter. Inga underarter finns listade i Catalogue of Life.